# Antonio Guidi (attore)
Antonio Guidi (Ferrara, 28 ottobre 1927 – Bergamo, 17 ottobre 2013) è stato un attore e doppiatore italiano.

## Biografia

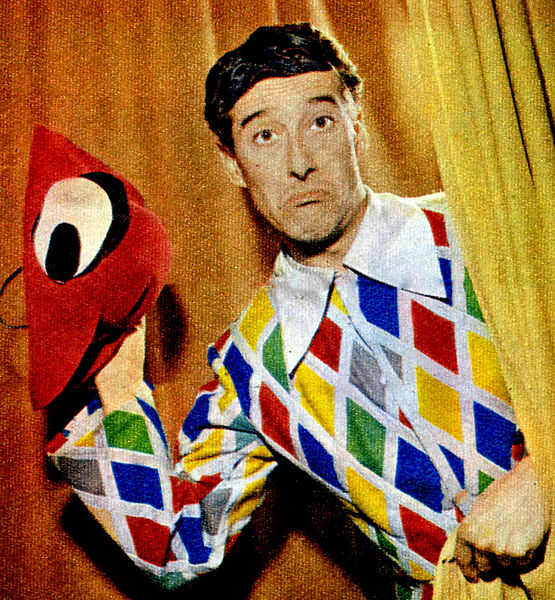
Antonio Guidi nel programma tv Il teatro di Arlecchino (1959)

Guidi si laurea in Architettura nel 1951, ma non ne intraprende la carriera.
Negli anni cinquanta, Guidi frequenta per due anni la scuola del Piccolo Teatro di Milano diretta da Giorgio Strehler. Per quattro stagioni è parte della troupe del teatro Sant'Erasmo di Milano, glorioso teatro a scena centrale, interpretando tra le altre pièces di Goldoni, Pirandello e Claudel. 
Ha vinto il premio Noce d'oro come miglior attor giovane. Entrò a far parte della Compagnia di prosa di Radio Firenze, diretta da Umberto Benedetto, negli anni in cui la radio presentava il meglio della produzione drammaturgica mondiale, da Pirandello a Shaw, da Fabbri a Gide.
Tra le sue numerose interpretazioni, I coccodrilli (1960) di Rocca, Il ragazzo incontra la ragazza (1961) di Pewack, La strada della violenza (1962) di Levene, Vacanza a Parigi (1964) di Piper e Ascanio (1965) di Dumas. Grazie alla sua versatilità ha affrontato anche il teatro di rivista con Macario, Raimondo Vianello, Sandra Mondaini, Gino Bramieri e Franca Rame.
In TV ha condotto per alcuni anni il fortunato programma Il teatro di Arlecchino (1958), facendo conoscere ai ragazzi la Commedia dell'arte e le maschere italiane.
Nei primi anni Duemila collaborò anche con la Televisione della Svizzera italiana.
Come doppiatore Guidi è stato attivo per la C.I.D. dalla fine degli anni 1950 fino al fallimento della cooperativa nel '73; poi per C.D., Gruppo Trenta e per la milanese A.D.C. Il doppiaggio delle voci di  Peter Ustinov, Peter Falk, Dominic Chianese, Walter Matthau e tanti altri lo rese conosciuto al grande pubblico televisivo oltre che a quello radiofonico.
Dal 1991 in poi ha doppiato Peter Falk nella serie tv Colombo, ruolo assegnatogli dopo la morte di Giampiero Albertini.
È morto il 17 ottobre 2013 all'età di 85 anni.

## Filmografia

### Cinema
- L'arcangelo, regia di Giorgio Capitani (1969)
- L'assassino... è al telefono, regia di Alberto De Martino (1972)
- La moglie vergine, regia di Franco Martinelli (1975)
- Liberi armati pericolosi, regia di Romolo Guerrieri (1976)
- Hanno ucciso un altro bandito, regia di Guglielmo Garroni (1976)
- Ombre, regia di Giorgio Cavedon e Mario Caiano (1980)

### Televisione
- I legionari dello spazio, regia di Italo Alfaro (1966)
- Delitto di regime - Il caso Don Minzoni, regia di Leandro Castellani (1973)
- Puccini, regia di Sandro Bolchi (1973)
- Aggressione nella notte (Asalto nocturno) di Alfonso Sastre, regia di Pino Passalacqua (1975)
- La commediante veneziana, regia di Salvatore Nocita (1979)
- Il delitto Notarbartolo, regia di Alberto Negrin (1979)
- Adua, regia di Dante Guardamagna – miniserie TV (1981)
- Sergio Colmes indaga, regia di Alberto Ferrari (1999-2005)

## Prosa radiofonica Rai
- I coccodrilli, commedia di Gino Rocca, regia di Umberto Benedetto, trasmessa il 15 febbraio 1960.
- Morte dell'usuraio, serie di Brigss - Squadra omicidi di Gastone Tanzi, regia Umberto Benedetto, trasmessa il 29 maggio 1961.
- Giallo per voi: concerto segreto, radiodramma di Franco Enna, regia di Marco Visconti, Secondo programma, Compagnia di Prosa di Firenze della Rai, trasmesso il 25 settembre 1961.

## Doppiaggio

### Cinema
- Peter Ustinov in Il tesoro di Matecumbe, Delitto sotto il sole, Doppio delitto, Assassinio sul Nilo, La fuga di Logan, Delitto in tre atti, Tredici a tavola, Caccia al delitto

- Lionel Stander in Le avventure di Pinocchio, Milano calibro 9, Mordi e fuggi, Siamo tutti in libertà provvisoria, New York, New York

- Guido Alberti in La Califfa, Il giustiziere sfida la città, Il cinico, l'infame, il violento, Un attimo, una vita
- James Coco in La grande corsa, Invito a cena con delitto, Charleston, Ciao maschio
- Piero Lulli in Ringo del Nebraska, Operazione paura, Il mio nome è Nessuno, Carambola, filotto... tutti in buca

- Vincent Gardenia in Lucky Luciano, Il giustiziere della notte, La banca di Monate
- Donald Pleasence ne L'uomo che fuggì dal futuro, La notte dell'aquila, Dieci piccoli indiani
- Luca Sportelli in Vedo nudo, Squadra volante, Agenzia Riccardo Finzi... praticamente detective
- Fred Astaire in La banda dei Doberman, La banda dei Doberman 2

- Gianni Agus in Mordi e fuggi
- Alan Badel in Telefon
- Giancarlo Badessi in Squadra antifurto
- Carlo Bagno in Le avventure di Pinocchio
- Gigi Ballista in Febbre da cavallo
- Martin Balsam in Il consigliori
- Dominic Barto in Simone e Matteo - Un gioco da ragazzi
- Richard Basehart in Chato
- Francis Blanche in I racconti romani di una ex novizia
- Bernard Blier in Una botta di vita
- Ugo Bologna in La vergine, il toro e il capricorno, Pugni dollari & spinaci
- Francisco Braña Pérez in Una bara per lo sceriffo
- Armando Brancia in La poliziotta
- Neville Brand in Quel motel vicino alla palude
- Richard Bright in Il padrino - Parte II
- Raymond Bussières in Vacanze a Malaga
- Alfio Caltabiano in L'armata Brancaleone
- Pier Paolo Capponi in Delitto d'autore
- Gianfilippo Carcano in Il cinico, l'infame, il violento
- Luciano Catenacci in Quella dannata pattuglia
- Adolfo Celi in La mala ordina
- Dominic Chianese in Il padrino - Parte II
- Richard Conte in Il boss, Roma violenta
- Vittorio Congia in 2 samurai per 100 geishe
- Geoffrey Copleston in Emanuelle e gli ultimi cannibali
- Nino Curatolo in Due Magnum 38 per una città di carogne
- Umberto D'Orsi in I due crociati
- Phillip Dallas in Pronto ad uccidere
- Dom DeLuise in Mezzogiorno e mezzo di fuoco
- Jacques Dufilho in Professore venga accompagnato dai suoi genitori, Il soldato di ventura
- Robert Duvall in Conto alla rovescia
- Eddie Egan in Il braccio violento della legge
- Dieter Eppler in Il massacro della foresta nera
- Mario Erpichini in Napoli spara!
- Eduardo Fajardo in Il lungo giorno della violenza
- Peter Falk in Ardenne '44, un inferno, Corky Romano - Agente di seconda mano
- Franco Fantasia in L'inchiesta
- Barry Fitzgerald in Susanna! (ridoppiaggio del 1978)
- Michel Galabru in Cinque matti al supermercato
- Jackie Gleason in Il bandito e la "Madama"
- Giorgio Gargiullo in Un buco in fronte
- Gianni Garko in Un uomo a metà
- Riccardo Garrone in Il successo, Il fischio al naso
- Fedele Gentile in Acquasanta Joe
- Franco Giornelli in Gente d'onore
- Loris Gizzi in Testa o croce
- James Gleason in La moglie del vescovo (ridoppiaggio)
- Paul Guers in La rimpatriata
- Edmund Gwenn in Torna a casa, Lassie! (ridoppiaggio)
- Michael Gwynn in Il marchio di Dracula
- Erik Hell in Il rito
- Paul Henreid in L'esorcista II - L'eretico
- John Huston in Il grande attacco
- James Jeter in Questa terra è la mia terra
- Curd Jürgens in La spia che mi amava
- John Karlsen in Vedo nudo
- Geoffrey Keen in Sacco e Vanzetti
- George Kennedy in Una pallottola spuntata
- Reinhard Kolldehoff in Lo chiamavano Bulldozer
- Harvey Korman in Mezzogiorno e mezzo di fuoco
- John Francis Lane in Il sorpasso
- Charles Laughton in Salomè (ridoppiaggio)
- Peter Lawford in C'era una volta Hollywood
- Jack Lemmon in Fuga dalla Casa Bianca
- Philippe Leroy in Il gatto
- Enzo Liberti in I ragazzi del massacro
- David Lodge in La Pantera Rosa colpisce ancora
- François Maistre in Gli innocenti dalle mani sporche
- Mako in  Killer Elite
- Ettore Manni in Karzan il favoloso uomo della jungla, A.A.A. Massaggiatrice bella presenza offresi...
- Fredric March in Tick... tick... tick... esplode la violenza
- Renzo Marignano in Brancaleone alle crociate
- John Marley in Love Story
- Strother Martin in Colpo secco
- Gino Marturano in Jim il primo
- Walter Matthau in Eroe per un giorno
- Malcolm McDowell in Oceano di fuoco - Hidalgo
- Burgess Meredith in Rocky II
- Gordon Mitchell in Arrivano Django e Sartana... è la fine, Il suo nome era Pot... ma... lo chiamavano Allegria
- Luigi Montini in Satanik
- Renato Mori in Assassinio sul Tevere
- Gastone Moschin in Italian Secret Service
- Mikhail Nazvanov in Amleto (ridoppiaggio)
- Jean Négroni in Lo sparviero
- Corrado Olmi in A qualsiasi prezzo
- Carlos Otero in I lunghi giorni della vendetta
- Gino Pagnani in Gente di rispetto
- Jack Palance in Safari Express
- Paolo Paoloni in Il secondo tragico Fantozzi
- Cecil Parker in Il peccato di Lady Considine (ridoppiaggio)
- Quinto Parmeggiani in Identikit
- Vito Passeri in Sette note in nero
- Mimmo Poli in Delitto a Porta Romana
- Aldo Ralli in Ric e Gian alla conquista del West
- Fernando Rey in Candidato per un assassinio, La collera del vento
- Jason Robards in Rosolino Paternò, soldato, Chernobyl - Un grido dal mondo
- Jean Rochefort in Che la festa cominci...
- Leonard Rossiter in La Pantera Rosa sfida l'ispettore Clouseau
- Giovanni Rovini in In nome del Papa Re
- Claudio Ruffini in I due superpiedi quasi piatti
- Ying Ruocheng in L'ultimo imperatore, Piccolo Buddha
- Enrico Maria Salerno in Vedo nudo
- Alain Saury in Un killer per Sua Maestà
- Telly Savalas in Città violenta, I familiari delle vittime non saranno avvertiti
- George C. Scott in Il principe e il povero, Il boxeur e la ballerina
- Don Sebastian in Cane e gatto
- Jacques Sernas in Il giorno più corto
- Silvan in Senza famiglia, nullatenenti cercano affetto
- Guido Spadea in Vedo nudo
- Jacques Stany in La moglie del prete
- Pippo Starnazza in Milano odia: la polizia non può sparare
- Rod Steiger in Branco selvaggio
- Dino Strano in Quel maledetto giorno d'inverno... Django e Sartana... all'ultimo sangue!
- Donald Sutherland in Novecento
- Karl Swenson in Punto zero
- Pierre Tornade in Dov'è finita la 7ª compagnia?
- Umberto Travagli in Anastasia mio fratello
- Gino Turini in Il pirata del diavolo
- Saro Urzì in La prima notte del dottor Danieli, industriale, col complesso del... giocattolo
- Daniele Vargas in Sabato, domenica e venerdì
- Martin Vaughan in Picnic ad Hanging Rock (Il lungo pomeriggio della morte)
- Gian Maria Volonté in Le stagioni del nostro amore, Summit
- Jack Warden in Oltre il giardino
- David Wayne in Prima pagina
- Keenan Wynn in Herbie il Maggiolino sempre più matto
- Nazzareno Zamperla in Cipolla Colt

### Televisione
- Jacques-Yves Cousteau in L'uomo e il mare[3]
- Peter Falk in Colombo
- Redd Foxx in Sanford and Son, Sanford
- Bob Hoskins in Il papa buono
- George C. Scott in Oliver Twist
- Rod Steiger in Gesù di Nazareth
- Peter Ustinov in Gesù di Nazareth
- Jack Warden in Piccola peste s'innamora (1º doppiaggio)
- Georges Wilson in La Certosa di Parma
- Beppe Wolgers in Pippi Calzelunghe

### Animazione
- Hokai ne La leggenda del serpente bianco
- Principe Giovanni in Robin Hood
- Capitano Okita in Yamato - L'ultima battaglia
- Voce narrante in La spada dei Kamui
- Carolinus il Mago Verde in Il volo dei draghi
- Lupo de' Lupis in Lupo de' Lupis (1ª ediz. 1960)
- La Cariatide in Alan Ford e il Gruppo TNT, all'interno del programma SuperGulp! Fumetti in TV[4]
- L'osservatore in Silver Surfer
- Professore/Simon Judeau in Huntik - Secrets & Seekers
- Greg in Kimba - Il leone bianco

### Videogiochi
- Duane Anderson, Mick Leary, Arto e Guardiano del tempo in Broken Sword: Il segreto dei Templari[5]
- Duane Anderson, Karzak e Impiegato 3 in Broken Sword II: La profezia dei Maya[6]
- Samir Duran in Starcraft: Brood War
- Alexandre Valenbois e Postino in Amerzone[7]
- Jack Baldwin, Ambasciatore Icarus, Kenneth Farnstein e Guardie del Castello in The Journeyman Project 2 - Buried In Time[8]